# شیروباکو
شیروباکو (به انگلیسی: Shirobako) یک مجموعه تلویزیونی انیمه ۲۴ قسمتی است که توسط استودیو پی.ای. ورکس تولید شده که از ۹ اکتبر ۲۰۱۴ تا ۲۶ مارس ۲۰۱۵ پخش شد. همچنین یک مانگا اقتباس شده از این اثر در سپتامبر ۲۰۱۴ منتشر شد و یک رمان نیز در ژانویه ۲۰۱۵ منتشر شد. یک فیلم سینمایی در تاریخ ۲۹ فوریه سال ۲۰۲۰ نیز اکران شد.
شیروباکو به فیلم‌هایی گفته می‌شود که قبل از انتشار برای اعضای استودیو جهت بازبینی توزیع می‌شود. یک زمانی این فیلم‌ها به صورت نوارهای VHS در جعبه‌های سفید قرار داده می‌شدند با وجود اینکه دیگر از جعبه‌های سفید استفاده نمی‌شود، هنوز این فیلم‌ها به عنوان «جعبه‌های سفید» (به معنی شیروباکو) شناخته می‌شود.

## داستان
آئوی میاموری و چهار دوست صمیمی او، اِما یاسوهارا، شیزوکا ساکاکی، میسا تودو و میدوری ایمای، همه عضو باشگاه انیمیشن مدرسه خود بودند و قرار می‌گذارند که در آینده یک انیمه بسازند. سال‌ها بعد، آئوی به عنوان دستیار تولید در شرکت تولید انیمه موساشینو انیمیشن کار می‌کند در حالی که شیزوکا، میسا و میدوری به ترتیب به عنوان صدا پیشه، هنرمند گرافیک رایانه‌ای سه‌بعدی و نویسنده کار می‌کنند. داستان به‌طور عمده بر روی آئوی و تیم او در موساشینو انیمیشن متمرکز است که بر دو پروژه مختلف انیمه کار می‌کنند. یک مجموعه انیمه اورجینال و اقتباسی از مانگا، داستان موانع مختلفی که هر پروژه با خود به همراه دارد را نشان می‌دهد.